# 焰火擬海豬魚
焰火擬海豬魚，為輻鰭魚綱鱸形目隆頭魚亞目隆頭魚科的其中一種，分布於中東太平洋的馬克薩斯群島海域，棲息深度18-41公尺，體長可達7.2公分，棲息在沙石底質海域，生活習性不明。

## 擴展閱讀
維基物種上的相關：焰火擬海豬魚